# تروا

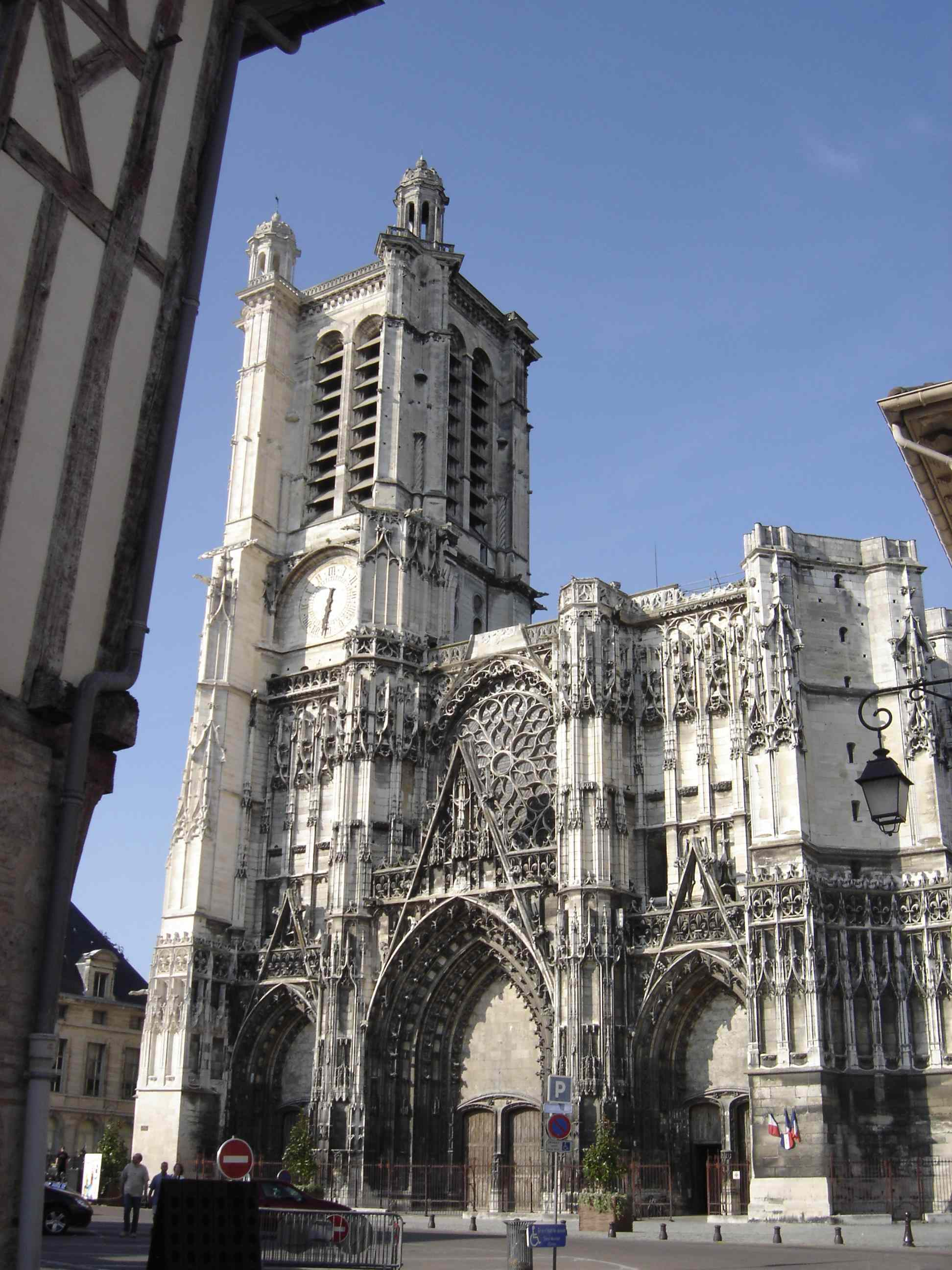
كاتدرائية في إطرويش

إِطْرَوِيش أو طَرْوِيش (أو تروا) (بالفرنسية: Troyes)‏ هي عاصمة قسم أوب، وتقع شمال شرق فرنسا، في نهر السين. وقعت فيها معاهدة إطرويش في عام 1420، والتي هدأت حرب المائة عام. عدد سكانها 60958 نسمة (1999)، ومساحتها 13.20 كم2.

## التاريخ
تواجدت مدينة إطرويش منذ عصر الرومان، وفي القرون الوسطى أصبحت لها أهمية كبيرة تجارياً. تسلم لويس الثاني التاج الإمبراطوري من البابا يوحنا الثامن في مدينة إطرويش عام 878. وفي القرن 9 اختار نبلاء شامبانيا مدينة إطرويش عاصمة لهم. كما حاول يوحنا دوق بورغونيا عام 1417 بجعل تروا عاصمة لفرنسا.

## المناخ
يظهر الجدول التالي التغييرات المناخية على مدار السنة لتروا:
| البيانات المناخية لـتروا          | البيانات المناخية لـتروا | البيانات المناخية لـتروا | البيانات المناخية لـتروا | البيانات المناخية لـتروا | البيانات المناخية لـتروا | البيانات المناخية لـتروا | البيانات المناخية لـتروا | البيانات المناخية لـتروا | البيانات المناخية لـتروا | البيانات المناخية لـتروا | البيانات المناخية لـتروا | البيانات المناخية لـتروا | البيانات المناخية لـتروا |
| الشهر                             | يناير                    | فبراير                   | مارس                     | أبريل                    | مايو                     | يونيو                    | يوليو                    | أغسطس                    | سبتمبر                   | أكتوبر                   | نوفمبر                   | ديسمبر                   | المعدل السنوي            |
| --------------------------------- | ------------------------ | ------------------------ | ------------------------ | ------------------------ | ------------------------ | ------------------------ | ------------------------ | ------------------------ | ------------------------ | ------------------------ | ------------------------ | ------------------------ | ------------------------ |
| الدرجة القصوى °م (°ف)             | 16.2 (61.2)              | 20.4 (68.7)              | 23.7 (74.7)              | 27.8 (82.0)              | 31.0 (87.8)              | 37.9 (100.2)             | 38.6 (101.5)             | 40.6 (105.1)             | 33.7 (92.7)              | 30.3 (86.5)              | 22.8 (73.0)              | 19.0 (66.2)              | 40.6 (105.1)             |
| متوسط درجة الحرارة الكبرى °م (°ف) | 6.2 (43.2)               | 7.7 (45.9)               | 11.9 (53.4)              | 15.2 (59.4)              | 19.5 (67.1)              | 22.7 (72.9)              | 25.7 (78.3)              | 25.4 (77.7)              | 21.2 (70.2)              | 16.3 (61.3)              | 10.1 (50.2)              | 6.7 (44.1)               | 15.8 (60.4)              |
| متوسط درجة الحرارة الصغرى °م (°ف) | −0.1 (31.8)              | −0.3 (31.5)              | 2.0 (35.6)               | 3.7 (38.7)               | 7.8 (46.0)               | 10.7 (51.3)              | 12.8 (55.0)              | 12.6 (54.7)              | 9.6 (49.3)               | 9.8 (49.6)               | 3.0 (37.4)               | 0.8 (33.4)               | 5.8 (42.4)               |
| أدنى درجة حرارة °م (°ف)           | −23.0 (−9.4)             | −17.6 (0.3)              | −15.4 (4.3)              | −6.2 (20.8)              | −2.0 (28.4)              | 0.4 (32.7)               | 3.1 (37.6)               | 3.0 (37.4)               | −0.4 (31.3)              | −7.0 (19.4)              | −11.1 (12.0)             | −18.0 (−0.4)             | −23.0 (−9.4)             |
| الهطول مم (إنش)                   | 50.5 (1.99)              | 42.1 (1.66)              | 47.7 (1.88)              | 50.9 (2.00)              | 61.7 (2.43)              | 56.6 (2.23)              | 54.4 (2.14)              | 52.2 (2.06)              | 53.3 (2.10)              | 63.6 (2.50)              | 51.2 (2.02)              | 60.6 (2.39)              | 644.8 (25.39)            |
| متوسط أيام هطول الأمطار           | 10.6                     | 9.2                      | 10.5                     | 9.5                      | 10.5                     | 9.3                      | 7.6                      | 7.7                      | 8.2                      | 9.7                      | 10.3                     | 11.3                     | 114.5                    |
| ساعات سطوع الشمس الشهرية          | 68.6                     | 88.3                     | 143.8                    | 184.8                    | 215.0                    | 229.4                    | 235.5                    | 228.2                    | 179.2                    | 123.6                    | 66.6                     | 53.6                     | 1٬816٫4                  |
| المصدر: Météo France              |                          |                          |                          |                          |                          |                          |                          |                          |                          |                          |                          |                          |                          |

## توأمة
لتروا اتفاقيات توأمة مع كل من:
- دارمشتات (1958 - )
- تورناي
- ألكمار
- جلونا غورا
- تشيسترفيلد

## أعلام
- هنري الأول، كونت شامبانيا
- جان تيرول
- جبريل سيديبي
- ثيوبالد الأول ملك نافارا
- راشي
- أوربان الرابع
- ألبرت إلوي
- لوسيان بوتي-بريتون
- ثيوبالد الثالث، كونت شامبانيا